# هوانغ تشنغ
هوانغ تشنغ (بالصينية: 黄成) هو مجدف صيني، ولد في 1982.

## وصلات خارجية
- هوانغ تشنغ على موقع الاتحاد الدولي للتجديف (الإنجليزية)
- هوانغ تشنغ على موقع الاتحاد الدولي للتجديف (الإنجليزية)